# Shāhpur (ort i Indien, Uttar Pradesh)
Shāhpur är en ort i Indien.   Den ligger i distriktet Muzaffarnagar och delstaten Uttar Pradesh, i den norra delen av landet, 90 km norr om huvudstaden New Delhi. Shāhpur ligger 244 meter över havet och antalet invånare är 18 874.
Terrängen runt Shāhpur är mycket platt. Runt Shāhpur är det tätbefolkat, med 913 invånare per kvadratkilometer. Närmaste större samhälle är Muzaffarnagar, 19,9 km nordost om Shāhpur. Trakten runt Shāhpur består till största delen av jordbruksmark.